# Сомали на летних Олимпийских играх 1972
Сомали принимала участие в Летних Олимпийских играх 1972 года в Мюнхене (ФРГ) в первый раз за свою историю, но не завоевала ни одной медали.
Национальная команда Сомали была представлена тремя мужчинами-легкоатлетами. Это были бегун Мухаммед Абокер, марафонец Джама Авил Аден и прыгун в высоту Абдулла Ноор Уасидже.
Знаменосец и самый старший член команды — Мухаммед Абокер — выступал в двух дисциплинах: беге на 800 м и на 1500 м. В первом виде соревнований он был дисквалифицирован в первом же забеге, а втором виде пробежал дистанцию за 3:59,5 и, заняв десятое место, выбыл из дальнейшей борьбы за призовые места.
Марафонец Джама Авил Аден, самый молодой член команды, был дисквалифицирован в финальном забеге.
Абдулла Ноор Уасидже с результатом 2,00 м занял 33 место в прыжках в высоту.